# Daïra de Dhalaa
La daïra de Dhalaa est une daïra d'Algérie située dans la wilaya d'Oum El Bouaghi et dont le chef-lieu est la ville éponyme de Dhalaa.

## Localisation
La daïra est située à l'est de la wilaya d'Oum El Bouaghi.
|         | Aïn Béïda       |  |
| Fkirina | daïra de Dhalaa |  |
|         | Meskiana        |  |

## Communes
La daïra est composéé de deux communes : Dhalaa et El Djazia.